# Vladimir Grammatikov
Vladimir Alexandrovitch Grammatikov (en russe : Владимир Алeксандpoвич Грамматикoв) est un réalisateur et scénariste soviétique puis russe né le 1er juin 1942 à Sverdlovsk, alors en RSFS de Russie (aujourd'hui en Ukraine).

## Biographie
Vladimir Grammatikov est né le 1er juin 1942 à Sverdlovsk, dans la famille nombreuse d'Alexandre Nikolaïevitch et de Nina Iosifovna Grammatikov. Sa mère a commencé par être chanteuse d'opéra, mais après la naissance de cinq enfants (trois fils et deux filles), elle s'est consacrée à l'entretien de la maison. Son père a proposé une nouvelle méthode d'extraction du charbon dans le Kouzbass pendant la Grande Guerre patriotique (1941-1945), lorsque les troupes nazies ont envahi la mine de charbon du Donbass. En 1947, il est invité à Moscou pour travailler au ministère de l'Industrie du charbon de l'URSS.
Après avoir déménagé de Sverdlovsk à Moscou, la famille Grammatikov a vécu à côté de la famille Mikhalkov. C'est Nikita Mikhalkov, avec qui Vladimir était ami depuis l'enfance, qui l'a radicalement influencé dans le choix de sa future profession.
Il est diplômé du département de construction d'équipements radio de l'Université technique d'État de Moscou-Bauman, après quoi il a décidé de lier sa vie au cinéma. Il a ensuite étudié à l'Académie russe des arts du théâtre (GITIS) à Moscou, devenant un acteur de pantomime.
En 1963, il joue le rôle de Sacha Chatalov dans le film Je m'balade dans Moscou de Gueorgui Danielia, mais, comme son personnage, il est appelé au service militaire dans l'armée soviétique pendant trois ans. Le rôle est finalement revenu à Evgueni Steblov.
Après l'armée, il a décidé de devenir réalisateur. De son propre aveu, il a tenté à cinq reprises d'entrer à l'Institut national de la cinématographie, obtenant son diplôme en 1976 (atelier d'Efim Dzigan).
Depuis 1976, il travaille comme réalisateur au studio Gorki à Moscou. Son premier long métrage, La Nounou moustachue, est sorti en 1977.
Depuis 1982, il enseigne et donne des classes de maître aux Cours supérieurs de formation des scénaristes et réalisateurs (VCSD) à Moscou. En 1982, il a dirigé l'atelier de création de films pour enfants au département des réalisateurs et en 2012-2013 (avec Alexandre Borodianski), il a dirigé l'atelier de réalisation et de dramaturgie de films familiaux.
Depuis 1990, il est directeur artistique du projet artistique « Contact » (Контакт) au studio Gorky pour les enfants et les jeunes. Il est l'un des fondateurs et directeur artistique du Starlight Studio (Russie - Suède - Grande-Bretagne - Danemark). Président de Starlight Fest, le festival international du film pour enfants à Artek (1992-1996). Il est également le cofondateur du festival d'arts visuels au centre pour enfants Orlyonok (ru) (1997-2006) dans le district de Touapsé, du Kraï de Krasnodar.
De 1995 à 1996 et en 1999, il a été directeur général et directeur artistique de l'émission Sesame Street de la chaîne NTV destinée aux enfants d'âge préscolaire, à laquelle il dit accorder une grande importance. En 2007, il a affirmé qu'à l'époque, il était impossible pour "une famille moyenne d'emmener un jeune enfant à une matinée" et que "tous les projets pour les très jeunes devraient être confiés à la télévision"[9].
De 1998 à 2002, il a été directeur du studio Gorki pour les enfants et les jeunes. Il a participé en tant que présentateur à l'émission télévisée Akuna Matata (Акуна Матата).
Depuis 2001, il dirige l'atelier d'acteur à l'Institut national de la cinématographie.
En 2008, il est membre du jury au festival Kinotavr.
En mars 2010, il a été nommé producteur créatif pour Disney en Russie.
Il enseigne à l'école supérieure de cinéma et de télévision Ostankino (Moscou).

## Filmographie

### Réalisateur
- 1976 : Typhon (Тайфун, фас) [fiction, 10 minutes]
- 1977 : La Nounou moustachue (Усатый нянь) [fiction, 75 minutes]
- 1978 : Un chien marchait sur le piano (Шла собака по роялю) [fiction, 68 minutes]
- 1981 : Tout va de travers (ru) (Всё наоборот) [fiction, 68 minutes]
- 1982 : L'Étoile et la mort de Khoakin Mourieta (ru) (Звезда и смерть Хоакина Мурьеты) [fiction]
- 1984 : Vera, Nadejda, Lioubov (ru) (Вера, Надежда, Любовь) [fiction, 92 minutes]
- 1987 : Mio au royaume de nulle part (Мио, мой Мио) [fiction, 100 minutes]
- 1991 : Les Libertés des sœurs (ru) (Сестрички Либерти) [fiction, 88 minutes]
- 1991 : Conte de la fille du marchand et de la petite fleur secrète (Сказка о купеческой дочери и таинственном цветке) [fiction, 73 minutes]
- 1997 : La Petite princesse (ru) (Маленькая принцесса) [fiction, 88 minutes]
- 1998 : Salut de Charlie le trompettiste (Привет от Чарли-трубача) [fiction, 78 minutes]
- 2003 : Sibirotchka (Сибирочка) [fiction, 118 minutes]
- 2017 : Les Limites de l'amour (Грани любви) [fiction, 79 minutes]
- 2024 : Regarde-moi (Смотри на меня!)